# Еддісон (Мен)
Еддісон (англ. Addison) — місто (англ. town) в США, в окрузі Вашингтон штату Мен. Населення — 1148 осіб (2020).

## Демографія
Згідно з переписом 2010 року, у місті мешкало 1266 осіб у 529 домогосподарствах у складі 359 родин. Було 809 помешкань
Расовий склад населення:
| - 96,4 % — білих - 1,7 % — корінних американців - 0,6 % — азіатів - 0,5 % — чорних або афроамериканців |

До двох чи більше рас належало 0,7 %. Частка іспаномовних становила 0,7 % від усіх жителів.
За віковим діапазоном населення розподілялося таким чином: 20,5 % — особи молодші 18 років, 60,2 % — особи у віці 18—64 років, 19,3 % — особи у віці 65 років та старші. Медіана віку мешканця становила 45,1 року. На 100 осіб жіночої статі у місті припадало 97,5 чоловіків;  на 100 жінок у віці від 18 років та старших — 95,5 чоловіків також старших 18 років.
Середній дохід на одне домашнє господарство  становив 58 966 доларів США (медіана — 37 656), а середній дохід на одну сім'ю — 70 677 доларів (медіана — 46 688). Медіана доходів становила 41 591 долар для чоловіків та 31 500 доларів для жінок. За межею бідності перебувало 16,6 % осіб, у тому числі 2,7 % дітей у віці до 18 років та 10,8 % осіб у віці 65 років та старших.
Цивільне працевлаштоване населення становило 529 осіб. Основні галузі зайнятості: освіта, охорона здоров'я та соціальна допомога — 32,1 %, сільське господарство, лісництво, риболовля — 18,5 %, роздрібна торгівля — 10,6 %, будівництво — 7,6 %.